# تيمور مامادوف
تيمور مامادوف (مواليد 11 يناير 1993) هو ملاكم أذربيجاني، مثّل بلاده في الألعاب الأولمبية الصيفية 2012.

## روابط خارجية
تيمور مامادوف على موقع بوكس ريك (الإنجليزية) (registration required)
- تيمور مامادوف على موقع اللجنة الأولمبية الدولية (الإنجليزية)
- تيمور مامادوف على موقع أوليمبيديا (الإنجليزية)